# Bottelho
Carlos Botelho ou Bottelho (Chaves, 10 de fevereiro de 1964 — 29 de março de 2014) foi um pintor e escultor português.
Nascido no distrito de Vila Real (Trás-os-Montes), na sua infância lê vários livros de medicina do século XIX do seu avô paterno Martiniano Ferreira Botelho, ilustrados com gravuras de anatomia humana que desenhava nas férias de Agosto em Soutelo de Aguiar. É Lereno seu professor primário e irmão de Nadir Afonso que muito contribuiu para o incentivar nos caminhos da arte.
A proximidade da fábrica de tijolo e do barro, as oficinas das artes da forja e do ferro, os ateliers de Arquitectura onde desenhou, e da música que sempre acompanhou o foram influenciando. Aos dezasseis anos expõe pela primeira vez Desenho e Pintura no Museu da Cidade com o apoio da Câmara Municipal de Chaves, acontecimento que teve a presença do General António Ramalho Eanes. Fez estudos secundários no liceu Fernão Magalhães, que interrompeu por inexistência do curso de direito. Em 2006 prossegue os seus estudos na Universidade Lusófona de Humanidades e Tecnologias em Ciências da Comunicação e da Cultura - na área de Gestão Cultural.
Aos dezassete ruma para Lisboa. No AR.CO - Centro de Arte e Comunicação Visual - estuda os ateliers de Desenho e Pintura sob orientação de Manuel Costa Cabral e Rogério Ribeiro.

## Actividade
- Decorador nos Grandes Armazéns do Chiado, 1987.
- Autor e produtor da campanha promocional do "Justiceiro" (Knight Rider) em Portugal, 1989.
- Foi director de imagem e comunicação na campanha de Manuel Damásio às eleições no Benfica, 1994.
- Decorador dos átrios da Estação do Rossio em efemérides anuais.
- Cenografia para teatro S. Luís e Coliseu dos Recreios.
- Decorador oficial do Pavilhão da Guiné-Bissau na Expo98.
- Pintura de "panos de cinema", Heráldica.
- Pintura de Telas e Painéis de grande dimensão no Centenário do nascimento de Fernando Pessoa para a Câmara de Lisboa.
- Réplica da estátua Fernando Pessoa (Olivais) no centenário, para a Câmara de Lisboa.
- Desenho artístico e Publicitário, Cartazes, Vitrinismo.
- Decoração de Interiores, Design gráfico editorial e Ilustração de revistas; "Gente e Viagens",[2] "África Hoje", "Comunicar e pensar entre maçons",[3] "Entre Colunas".[4]
- Cartaz da Bienal de Pintura Domingos Sequeira. Autor de inúmeras ilustrações para catálogos.
- Capas e grafismo em livros de arte e poesia.
- Autor regular de ilustrações em artigos da agência de notícias World News.[5]
- Representado em Belas (Sintra), IEFP - Instituto de Emprego e Formação Profissional, CETAD - Centro de Estudos Tradicionais Affonso Domingues, Câmara Municipal de Chaves (Museu da cidade de Chaves - 1980, Câmara Municipal de Lisboa (Palácio dos Coruchéus) - 1982, na Saatchi Gallery,[6] Computer Graphics Society,[7] Absolute Arts e University of Iowa Digital Libraries in the Iowa Gallery, entre outras colecções particulares.

## Obra e Exposições
- Expõe no Palácio dos Coruchéus, Galeria B’Arte, Galeria de Arte Bairro Alto, Associação Cultural Spectemur Agendo, Pintura no Clube de Artes Plásticas – CNAP entre outras. Representado em Instituições Publicas e privadas.

- Executa projectos de arte para as Câmaras Municipais de, Lisboa, Abrantes, Oeiras, Sintra.

- 2001 - Organização da primeira edição da Exposição de Fotografia Prémio Aurélio Paz dos Reis - Estoril.

- Autor do Monumento ao Bombeiro em bronze e betão em Belas, Sintra 2002

- Medalha comemorativa da inauguração do Monumento ao Bombeiro.

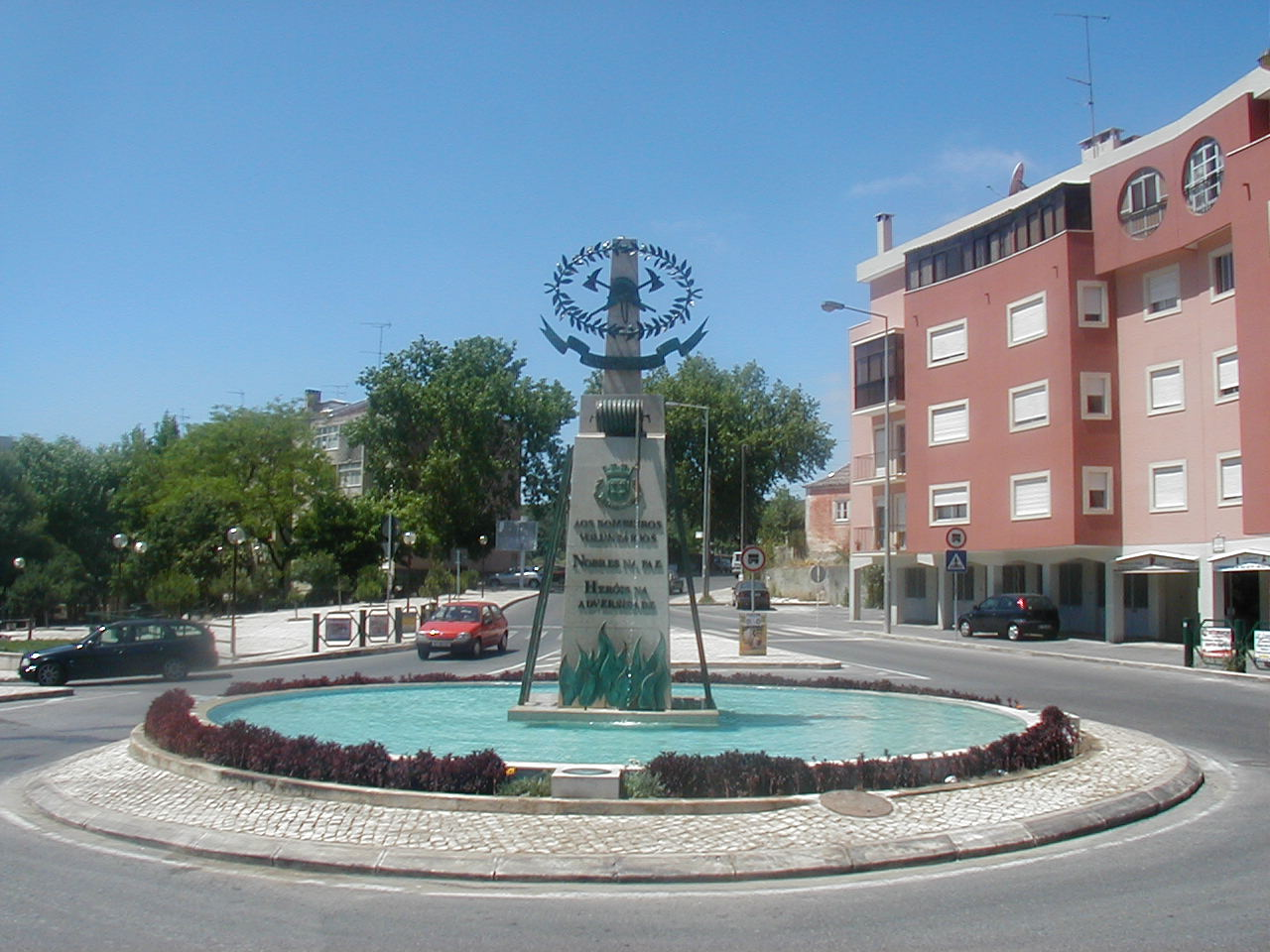
Monumento ao Bombeiro - Belas - Carlos Botelho

- Projecto Escultórico "Chafariz da Serpente" ou o último chafariz de Lisboa.

- Capa, grafismo e fotografia do livro “Aquae Liberae Triumphalis Ingressus”, Editorial Hugin, 2004.

- Director de Produção da Exposição "Aquae Liberae Triumphalis Ingressus" - Fragmentos para a classificação do Aqueduto das Águas Livres como património da Humanidade para a EPAL, patente no: Museu da Água, no Palácio da Bolsa do Porto, e no Museu Nacional de Arqueologia do Mosteiro dos Jerónimos em Lisboa - 2005.

- Autor de diversos projectos de Arte e editoriais. Desenvolvimento de trabalho em fundição com o mestre escultor Francisco Ginjeira, parcerias com Silva Vieira, António Marques Miguel, entre outros.

- Em 2005 foi director e produtor da exposição comemorativa dos 250 anos do terramoto de Lisboa - 1755 – no Museu da Água, com o patrocínio de Sua Excelência o Presidente da República Doutor Jorge Sampaio.

- Capa, fotografia e grafismo do livro “1755 – Cemitério de Esperança”, Editorial ACD, 2005.[8]

- Em 2006 foi director de produção da exposição comemorativa do 25 de Abril de 1974 na Fundação Mário Soares.

- Director de produção da exposição comemorativa do 10º Aniversário da Fundação Mário Soares.

- Capa e grafismo do livro "liberdade nº800 250 474" Fundação Mário Soares, 2006.[9]

- Coordenador gráfico do Website da APOREM - Associação Portuguesa de Empresas com Museu, que integra 17 Museus.

- Director de produção, e coordenador da Exposição "Ssshooouut", mostra itinerante do programa Europeu DILLMULI, 14 projectos apoiados pela União Europeia.[10]

- Representado na ARTEXPO - New York - Jacob Javits Convention Center, NY 2007.[11]

- Projecto Escultórico "Padrão do Mundo". Uma homenagem à diáspora flaviense.

Carlos Botelho é fundador e director da Cooperativa Almadense como unidade de Solidariedade Social, Grão-mestre da Confraria de Chaves e Soberana Ordem de Aquae Flaviae.

## Série Wiki

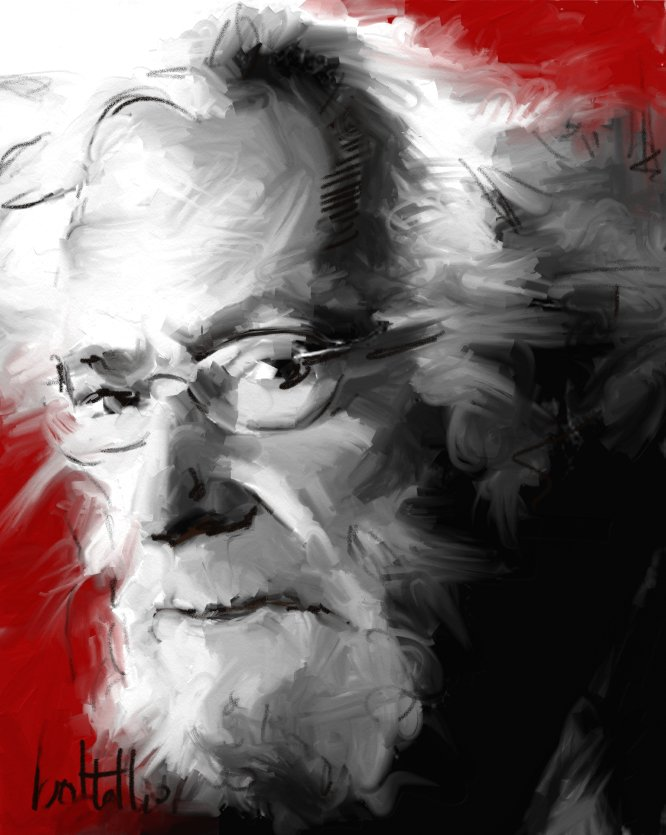
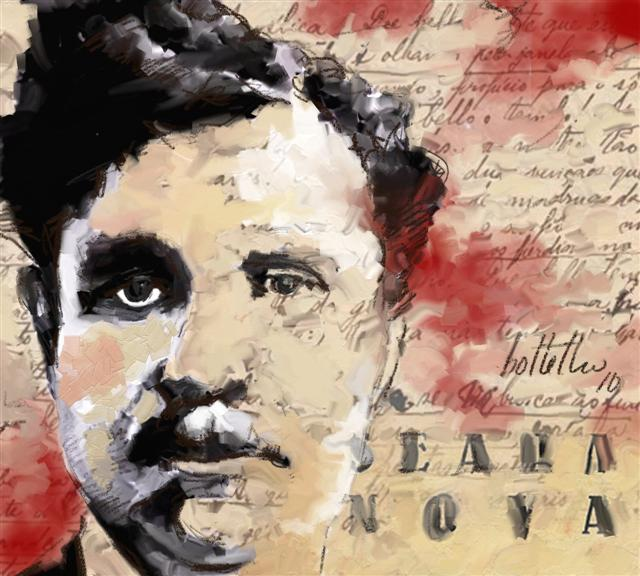
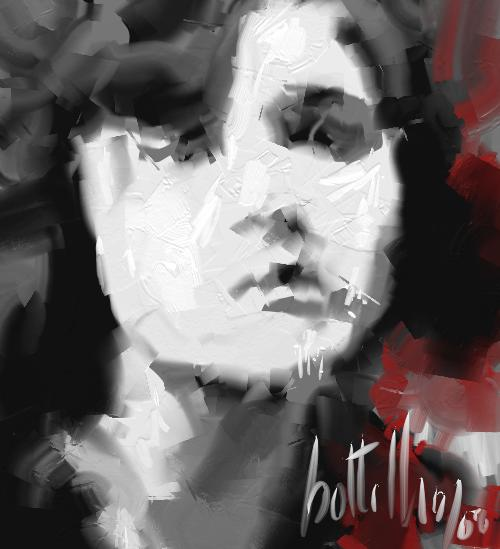
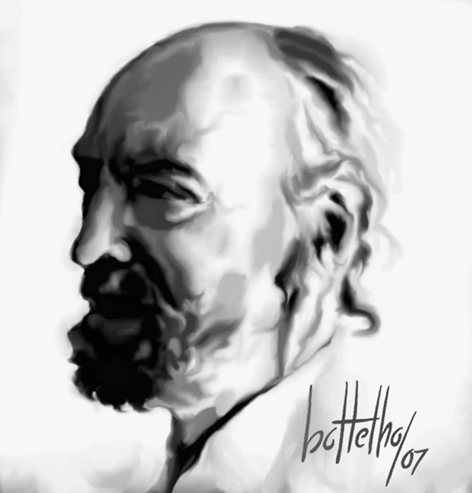

- 2007 - Director de Comunicação de uma Associação de Solidariedade que acolhe 280 cidadãos carenciados e sem abrigo.

- Membro do CETAD - Centro de Estudos Tradicionais Afonso Domingues
- 2008 - Autor e fundador da Confraria de Chaves.

- 2008 - Fundador e director da Cooperativa Almadense como unidade de Saúde e Solidariedade Social.
- 2008 - Autor e fundador da Wikilusa, Enciclopédia Multimédia Digital portuguesa, 2008

- 2009 - Eleito Grão-mestre da Confraria de Chaves.[13]
- 2009 - Fundador da Soberana Ordem de Aquae Flaviae, 2009.

- 2009 - Integra a Academia Portuguesa de Ex-Líbris.

- 2009 - Integra a Academia Internacional de Heráldica.

- 2009 - Membro do Núcleo Lusófono da História, da Faculdade de Ciências Sociais e Humanas da Universidade Lusófona.

- 2010 - Membro da IFL International Friendship League, delegação Portugal.

- 2010 - Consultor de Comunicação no "Ciclo de Conferências - O Futuro da União Europeia", do Grande Oriente Lusitano

## Ciclo de Conferências
| Ciclo de Conferências - O Futuro da União Europeia |
| --- |
| “A UE e a República de Angola” - Orador: José Marcos Barrica, Embaixador de Angola em Portugal, Lisboa, 28 de Janeiro de 2010.                           |
| “Tratado de Lisboa: o Futuro da União Política, Económica e Social” - António Vitorino, Lisboa, 11 de Fevereiro de 2010.                                 |
| “24 Anos de Adesão à UE: e Agora?” - Ernâni Lopes, Lisboa, 2 de Março de 2010.                                                                           |
| “A Criação Cultural no Espaço Europeu”, Emílio Rui Vilar, 21 de Abril de 2010 Lisboa.                                                                    |
| “O Parlamento Europeu e o Tratado de Lisboa”, Orador: Manuel dos Santos, ex-Vice-Presidente do Parlamento Europeu e ex-Eurodeputado. 20 de Maio de 2010. |
| “Que Modelo Económico e Financeiro para a UE?”, Abertura: António Reis,Orador: Carlos Santos Ferreira, Lisboa, 1 de Junho de 2010.                       |
| “O Ensino Superior na UE e o Processo de Bolonha”, Professor Doutor António Rendas, Lisboa, 23 de Junho de 2010.                                         |

## Livros de Arte, Capas, Ilustração
- III Vol. Pensar e Comunicar entre Maçons, o PENSADOR - Capa - CETAD collection, 2003.
- "Something Fishy" Edição da Fundação das comunicações, Capa e grafismo, Maio de 2006.
- "Madrugada Interdita" Capa e pinturas. ISBN 978-989-617-104-9 1ª Edição - Setembro 2006[15]
- "Aquae Liberae Triumphalis Ingressus", Editorial Hugin, Fevereiro 2004. ISBN 972-794-228-8
- "1755 – Cemitério de Esperança", Editorial ACD, Março 2006. ISBN 978-972-8855-24-6 [16]
- "Liberdade Número 800240574", Capa e grafismo, Fundação Mário Soares, 2006. ISBN 972-8885-11-3 (978-972-8885-11-3)
- "Entre Colunas" revista, Lisboa 2003 - 2008
- Vila de Belas (Sintra)
- Município de Sintra
- IEFP - Instituto de Emprego e Formação Profissional
- CETAD - Centro de Estudos Tradicionais Affonso Domingues